# Rechtszekerheid
Rechtszekerheid is een principe binnen de rechtsstaat dat inhoudt dat burgers kunnen vertrouwen op de rechtsregels van de overheid en met name dat ze duidelijk, stabiel en voorspelbaar zijn.
Bepaalde factoren kunnen de rechtszekerheid aantasten:
- Tegenstrijdige wetten en besluiten
- Terugwerkende kracht van wetten en besluiten
- Overmatige complexiteit van wetgeving
- Overmatige aangroei van wetten en besluiten
- Overmatige vertraging bij de rechtsgang
- Corruptie bij politie en gerecht
- Onvoldoende onafhankelijkheid van het gerecht

## België
In België gaf het Hof van Cassatie een arrest van 27 maart 1992, bepalend "dat de algemene beginselen van behoorlijk bestuur het recht op rechtszekerheid insluiten (en) dat die beginselen ook gelden ten aanzien van het fiscaal bestuur".
Bij de Dienst Voorafgaande Beslissingen (Rulingdienst) van de FOD Financiën kan een belastingplichtige vooraf vragen hoe de belastingwetten zullen worden toegepast op een specifieke situatie die op fiscaal vlak nog geen uitwerking heeft gehad. Deze ruling heeft als doel rechtszekerheid te bieden aan de aanvrager want alle diensten van de FOD Financiën (zoals de controleur) moeten deze ruling in acht nemen. In de praktijk is de rechtszekerheid bij fiscale rulings vaak zoek.

## Spanje
In artikel 9.3 van de Grondwet van Spanje wordt onder meer de rechtszekerheid (la seguridad jurídica) expliciet gegarandeerd.